# Gabriel Cromer

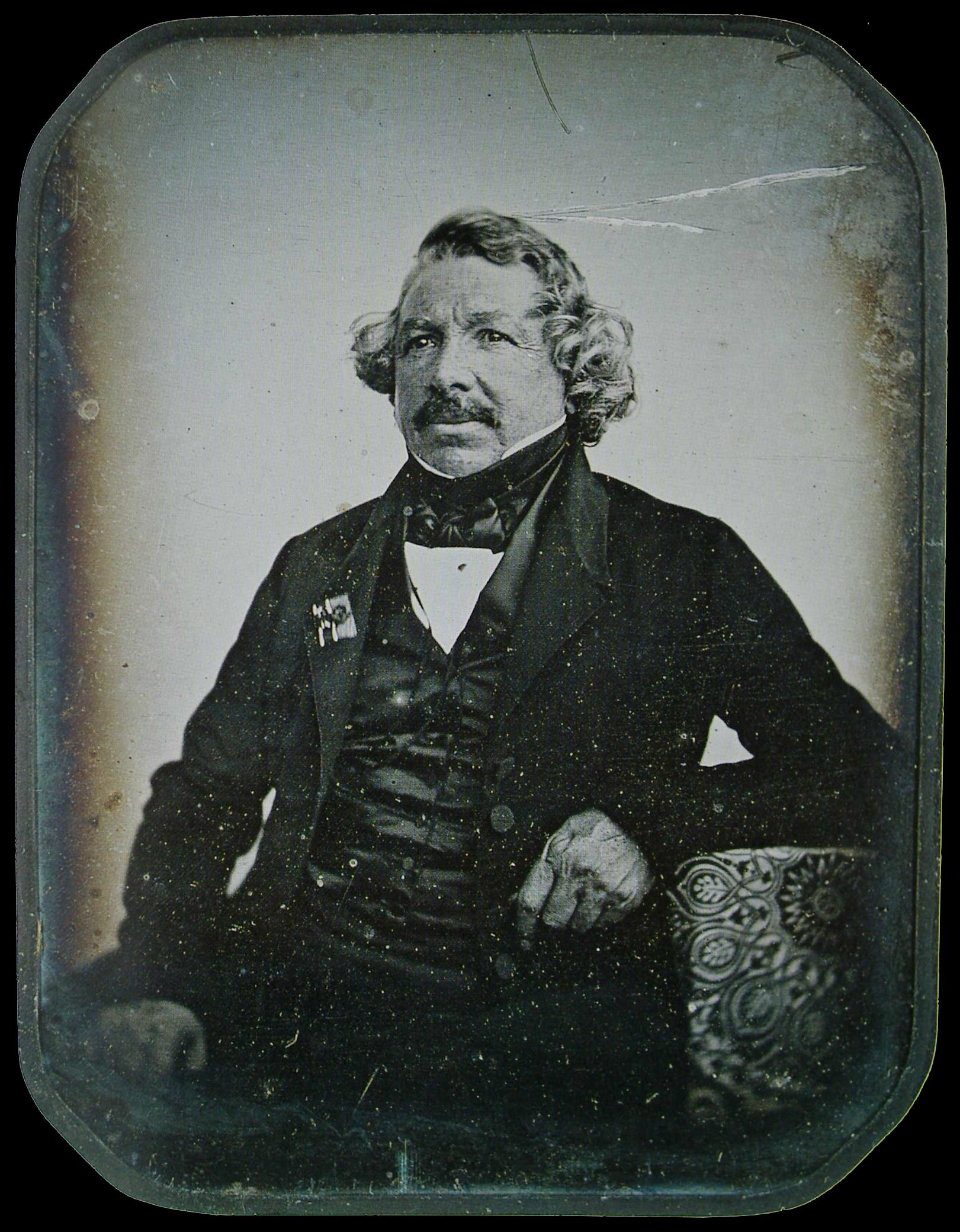
Louis Daguerre, 1844, Photographie de Jean-Baptiste Sabatier-Blot dans la collection Gabriel Cromer.

Gabriel Cromer, né à Rethel le 1er avril 1873 et mort à Clamart le 14 novembre 1934, est un photographe, un historien de la photographie et un collectionneur français.

## Biographie
Né à Rethel d'une famille sedanaise apparentée aux Gollnisch, le 1er avril 1873, Michel Alexandre Edmond Joseph Gabriel Cromer suit des études de droit. Mais il abandonne cette voie pour privilégier sa passion pour la photographie. Il ouvre un studio à Clamart où il habite. C'est un spécialiste du tirage au charbon. Il est un des plus importants collectionneurs de daguerréotypes, appareils et photographies du XXe siècle. Photographe amateur éclairé et vulgarisateur scientifique, il assure de nombreuses conférences sur l'histoire de la photographie. Il devient membre de la Société française de photographie à partir de 1912 et le bibliothécaire de la société en 1927.
Le 23 mai 1924, Gabriel Cromer présente à la Société française de photographie une communication, consacrée aux recherches d'un protographe sedanais, François Willème, intitulée : François Willème, inventeur de la photosculpture. En 1928, Louis Lumière lui donne une série des premiers essais de plaques autochromes. Elle contient un portrait de Louis exécuté par son frère Auguste vers 1902-1905.
Gabriel Cromer souhaitait que sa collection serve de base à un musée national consacré à la photographie, en France. Ce désir a été exprimé notamment lors d'une réunion de la Société française de photographie, en janvier 1925. Cependant, les instances culturelles de l’État ne semblaient pas intéressées. À son décès en 1934, le principe n'en était pas acquis. À l'approche de la Seconde Guerre mondiale, la compagnie Kodak se montre intéressée et acquiert en 1939, après des négociations avec la veuve de Cromer, une grande partie de la collection. En 1949, cette acquisition est  transférée au musée photographique nouvellement formé à la George Eastman House. Deux ans auparavant, en 1947, sa veuve avait fait don à la Bibliothèque nationale de France des autres pièces de la collection.

## La collection Cromer à la Georges Eastman House
Cette collection contient environ 6 000 images ayant appartenu à Gabriel Cromer, la plupart conservées en album. On retrouve environ 500 daguerréotypes, dont le portrait de Louis Daguerre, par Jean-Baptiste Sabatier-Blot, ainsi que des œuvres de Charles Marville, Gustave Le Gray, Édouard Baldus, Edouard Fierlants et des Frères Bisson, des albums d'Eugène Durieu, Désiré Charnay et Victor Hugo,.